# Antoine Gachet d'Artigny
Pour les articles homonymes, voir Gachet.
Antoine Gachet d'Artigny, né le 8 novembre 1706 à Vienne (Isère), où il est mort le 6 mai 1768, est un écrivain français et chanoine de l'église primatiale de Vienne en Dauphiné.

## Biographie
Il passa sa vie dans l'obscurité de son cabinet, occupé surtout de remarques critiques et bibliographiques. En 1739, il publia une brochure intitulée : Relation de ce qui s'est passé dans une assemblée tenue au bas du Parnasse, pour la réforme des belles-lettres, in-12. Sabatier a dit, avec plus de malignité que de raison, que le lieu de l'assemblée était bien choisi. Cette brochure est écrite avec plus de finesse et d'esprit qu'on ne le devait attendre d'un homme occupé de recherches minutieuses, et qui songeait moins à soigner son style qu'à augmenter ses collections. Elle eut quelque succès, et il se proposait d'en donner une nouvelle édition ; il avait même adressé son manuscrit à un libraire de Hollande, qui se contenta d'en publier la première partie, sans en nommer l'auteur, dans une compilation ayant pour titre : Petit Réservoir, contenant une variété de faits historiques et critiques, la Haye, 1750, 5 vol. in-8.
L'abbé d'Artigny abandonna donc son projet d'une nouvelle édition ; mais il inséra les changements et les additions qu'il avait faits à son ouvrage dans le dernier volume de ses Nouveaux Mémoires d'histoire, de critique et de littérature, Paris, 1749-1758, 7 vol. in-12. Il a réuni dans ce recueil plusieurs pièces également rares et curieuses ; des dissertations sur différents points de l'histoire littéraire, remarquables par un ton décent de critique, et par un air de bonne foi qui plaît au lecteur et qui le persuade.
On a reproché à l'abbé d'Artigny d'avoir tiré les articles les plus intéressants de son recueil d'une Histoire manuscrite des poëtes français, composée par l'abbé Brun, doyen de Saint-Agricol d'Avignon. On ne peut douter que l'abbé d'Artigny ne connût l'existence de l'ouvrage de Brun, puisqu'il dit que le manuscrit en était resté dans la bibliothèque du séminaire de Saint-Sulpice de Lyon, ainsi qu'un traité du plagiat, par le même auteur ; mais les articles concernant les poètes français ne sont pas les plus intéressants de son recueil, comme on a affecté de le dire ; et l'abbé d'Artigny aurait pu avouer qu'il les avait empruntés à Brun, sans que sa réputation en souffrît.
Il s'occupait d'un abrégé de l'histoire universelle, dont on a trouvé le manuscrit informe dans ses papiers. Sur la fin de sa vie, il abandonna tous ses projets littéraires pour se livrer à l'élude des médailles, devenue pour lui une passion. Dans sa jeunesse, il avait fait des vers qu'il supprima dans un âge plus mûr, et avec raison, si l'on en juge par ceux qu'il a laissés, en petit nombre. Il mourut à Vienne le 6 mai 1768.

## Pour approfondir